# Holmsjö
Holmsjö is een plaats in de gemeente Karlskrona in het landschap Blekinge en de provincie Blekinge län in Zweden. De plaats heeft 347 inwoners (2005) en een oppervlakte van 109 hectare.

## Verkeer en vervoer
Bij de plaats loopt de Riksväg 28.
De plaats heeft een station op de spoorlijn Göteborg - Kalmar / Karlskrona.

## Geboren
- Martin Hansson (1971), Zweeds voetbalscheidsrechter